# Nero irlandese
Nero Irlandese è un'espressione (di origine e validità alquanto controverse) utilizzata da alcuni discendenti di emigrati irlandesi per descrivere i loro antenati. Il termine viene utilizzato soprattutto negli Stati Uniti, ma si ritrova anche in Australia, Canada e Gran Bretagna. L'espressione, di per sé, non ha alcuna connotazione negativa: essa viene utilizzata per indicare persone di discendenza irlandese aventi capelli neri e occhi scuri, in contrapposizione a quello stereotipo che vuole tutti gli irlandesi con capelli rossi e occhi blu o verdi (caratteristiche fisiche, queste ultime ereditate dagli antenati celti e rafforzate dalle successive invasioni vichinghe, riscontrabili in misura minore nell'Irlanda occidentale). Esempi tipici di Black Irish sarebbero i fratelli musicisti Jim, Sharon, Caroline e Andrea Corr, membri dell'omonimo gruppo, e gli attori Colin Farrell e Aidan Turner. Spesso l'espressione è usata sottintendendo implicite origini spagnole, più o meno antiche. Un'altra espressione correlata, Black Scot, è invece d'uso più raro.

## Origini

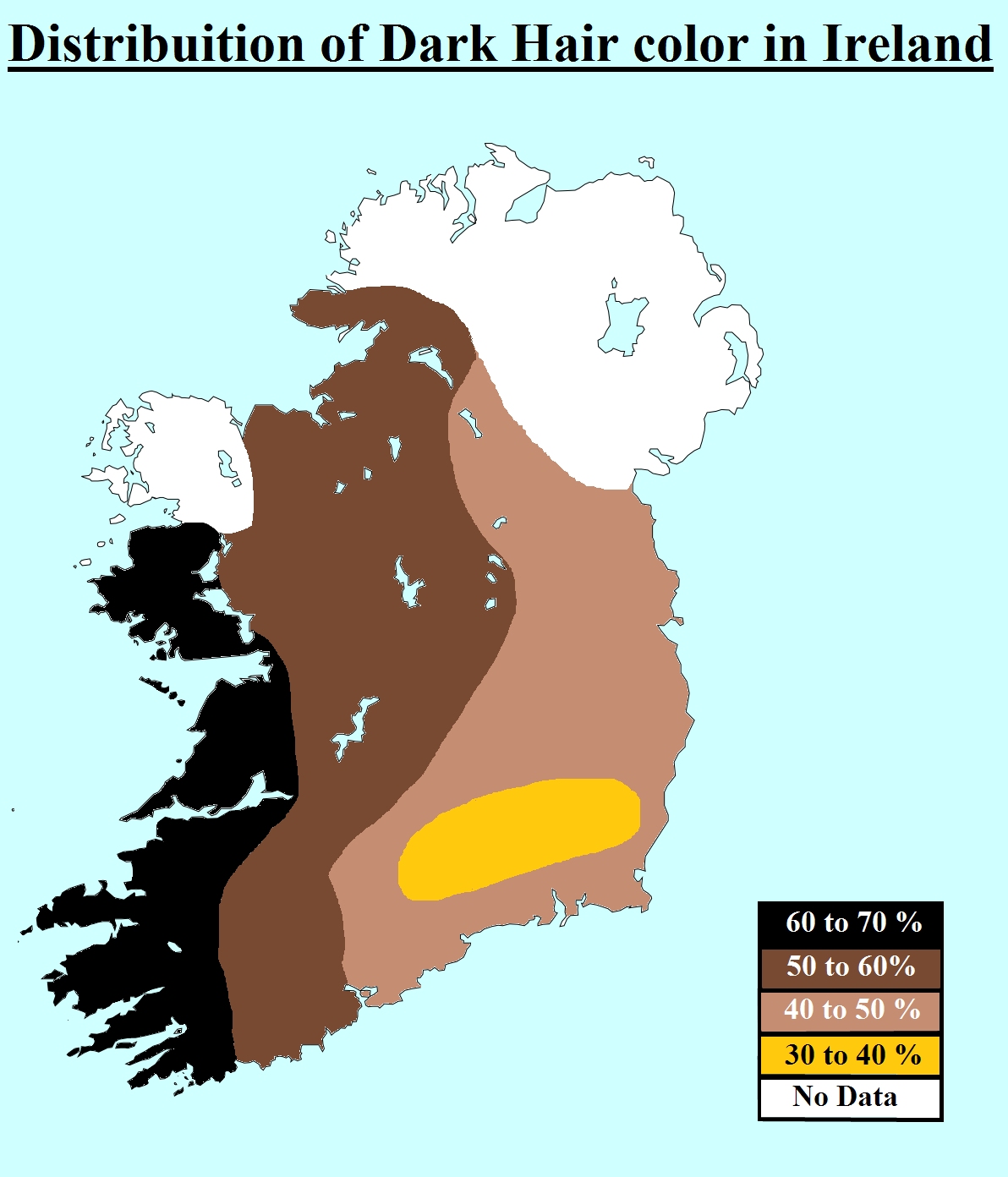
Distribuzione delle percentuali di capelli scuri in Irlanda.

Sebbene molti usino l'espressione Black Irish pensando che la presenza di persone con capelli, occhi e carnagione scuri in Irlanda sia dovuta ad una discendenza dai soldati spagnoli della Invincibile Armata, è impossibile poter affermare che il contributo genetico di questi individui sia stato significativo: molti dei sopravvissuti al naufragio, infatti, furono uccisi sulle coste dell'isola e gran parte dei sopravvissuti fuggì per far ritorno in Spagna. Alcuni soldati spagnoli, in effetti, rimasero in Irlanda e vennero assoldati (Gallowglass) da alcuni capi locali quali O'Rourke, Sorley Boy Macdonnell e Hugh O'Neill, conte di Tyrone, per cui è possibile che essi siano vissuti a sufficienza da lasciare una prole, anche se ciò, nell'ottica della questione, è del tutto trascurabile.
Questo "mito" dell'Armata può in realtà essere una rielaborazione di un mito ben più antico, riferito ai cosiddetti "Milesi" (da non confondersi con gli omonimi abitanti della città di Mileto, nell'antica Grecia) o "Míl Espáine" (corruzione dell'espressione "soldati spagnoli"). I Milesi sarebbero infatti quelle popolazioni di lingua celtica, originarie del nord della penisola iberica, che cominciarono a migrare in Irlanda e Gran Bretagna nel V secolo a.C., dando così origine alle popolazioni gaeliche. Alcuni studi genetici hanno del resto mostrato una forte affinità tra il cromosoma Y dei baschi e quello degli irlandesi che portano un cognome gaelico, con una differenza significativa tra l'est e l'ovest dell'isola, considerando che l'Irlanda occidentale ha subito meno l'influenza delle popolazioni scandinave. È corretto ritenere che la frequenza di individui con caratteristiche fisiche mediterranee sia essenzialmente un'eredità degli insediamenti iberici risalenti ad epoca pre-celtica.